# Toppserien 2015
Die Toppserie 2015 (norw. Toppserien) war die 29. Saison der höchsten Frauenfußballliga in Norwegen. Die Saison begann am 28. März 2015 und endete am 7. November 2015. Meister wurde Lillestrøm SK Kvinner, die sich zum dritten Mal die Meisterschaft sichern konnten. Lillestrøm qualifizierte sich für die UEFA Women’s Champions League. Absteigen musste Amazon Grimstad FK, dem wegen Unregelmäßigkeiten im Lizenzierungsverfahren ein Punkt abgezogen wurde. Aus der 1. Divisjon stieg IF Urædd auf. Torschützenkönigin wurde Isabell Herlovsen von Lillestrøm SK mit 19 erzielten Toren.

## Abschlusstabelle
| Pl.               | Verein                      | Sp. | S  | U | N  | Tore    | Diff. | Punkte |
| ----------------- | --------------------------- | --- | -- | - | -- | ------- | ----- | ------ |
| 1.                | Lillestrøm SK Kvinner (M/P) | 22  | 18 | 2 | 2  | 058:160 | +42   | 56     |
| 2.                | Avaldsnes IL                | 22  | 16 | 3 | 3  | 060:150 | +45   | 51     |
| 3.                | Røa IL                      | 22  | 10 | 8 | 4  | 032:240 | +8    | 38     |
| 4.                | Stabæk FK                   | 22  | 10 | 7 | 5  | 032:170 | +15   | 37     |
| 5.                | Kolbotn IL                  | 22  | 9  | 5 | 8  | 045:280 | +17   | 32     |
| 6.                | Klepp IL                    | 22  | 8  | 6 | 8  | 036:460 | −10   | 30     |
| 7.                | Arna-Bjørnar                | 22  | 7  | 5 | 10 | 035:450 | −10   | 26     |
| 8.                | Trondheims-Ørn SK           | 22  | 7  | 3 | 12 | 027:380 | −11   | 24     |
| 9.                | IL Sandviken (N)            | 22  | 5  | 6 | 11 | 023:360 | −13   | 21     |
| 10.               | Vålerenga Oslo              | 22  | 6  | 3 | 13 | 022:420 | −20   | 21     |
| 11.               | Medkila IL                  | 22  | 5  | 2 | 15 | 028:630 | −35   | 17     |
| 12.               | Amazon Grimstad FK          | 22  | 4  | 4 | 14 | 022:500 | −28   | 15 1   |
| Stand: Saisonende |                             |     |    |   |    |         |       |        |

| (M) | Titelverteidiger                             |
| (P) | Pokalsieger des Vorjahres                    |
| (N) | Aufsteiger aus der 1. Divisjon des Vorjahres |

## Relegation
In der Relegation traf der Vorletzte der Toppserie Medkila IL auf den Vizemeister der 1. Divisjon Grand Bodø IK. Medkila setzte sich durch und sicherte den Klassenerhalt.
|               | Gesamt |            | Hinspiel (14.11.) | Rückspiel (21.11.) |
| ------------- | ------ | ---------- | ----------------- | ------------------ |
| Grand Bodø IK | 0:8    | Medkila IL | 0:3               | 0:5                |

## Beste Torschützinnen
Bei gleicher Anzahl von Treffern sind die Spielerinnen alphabetisch sortiert.
| Rang | Spielerin                  | Verein            | Tore |
| ---- | -------------------------- | ----------------- | ---- |
| 1    | Isabell Herlovsen          | Lillestrøm SK     | 19   |
| 2    | Cecilie Pedersen           | Avaldsnes IL      | 18   |
| 3    | Hege Hansen                | Klepp IL          | 13   |
| 4    | Lene Mykjåland             | Lillestrøm SK     | 11   |
| 5    | Elise Thorsnes             | Avaldsnes IL      | 10   |
| 5    | Lisa-Marie Karlseng Utland | Trondheims-Ørn SK | 10   |
| 7    | Hólmfríður Magnúsdóttir    | Avaldsnes IL      | 9    |
| 7    | Emilie Bosshard Haavi      | Lillestrøm SK     | 9    |
| 7    | Synne Skinnes Hansen       | Røa IL            | 9    |
| 10   | Gry Tofte Ims              | Klepp IL          | 8    |
| 10   | Rosie Malone-Povolny       | Medkila IL        | 8    |